# Mesocolon trasverso
Il mesocolon trasverso è un'ampia piega del peritoneo parietale posteriore che unisce il tratto trasverso dell'intestino crasso alla parete addominale posteriore, conferendo così al colon trasverso una buona mobilità.

## Inserzione e rapporti
La linea di inserzione del mesocolon trasverso, ovvero la linea lungo la quale l'ampia plica peritoneale si distacca dalla parete posteriore dell'addome, è tesa tra i margini laterali dei due reni e presenta un andamento obliquo da destra verso sinistra e dal basso verso l'alto. Più precisamente, a destra la linea di inserzione interessa il terzo inferiore del rene e subito medialmente la porzione discendente del duodeno, a sinistra invece incrocia il limite fra terzo medio e terzo superiore del rene.
Da destra, dopo aver incrociato anteriormente la porzione discendente del duodeno, prende inserzione lungo il margine inferiore del corpo e della coda del pancreas, passando superiormente la flessura duodenodigiunale, raggiungendo così il margine laterale del rene sinistro.

## Costituzione
Risulta costituito da due lamine peritoneali, una superiore e una inferiore, che si dirigono alla faccia posteriore del colon trasverso per poi ricoprirlo completamente. Il foglietto superiore, che delimita posteriormente il recesso inferiore della borsa omentale, risulta il più delle volte accollato al foglietto posteriore dal legamento peritoneale gastrocolico, teso dalla porzione orizzontale della grande curvatura dello stomaco al colon trasverso.
Il legamento gastrocolico non è altro che la prima componente del grande omento, costituito da legamento gastrocolico più grembiule omentale, che si porta anteriormente alle anse dell'intestino tenue fino ad un certo livello per poi piegare verso l'alto e risalire inserendosi alla tenia inferiore del colon trasverso.

## Contenuto
Nello spessore del mesocolon trasverso viaggiano tutti i vasi, originati dall'arteria colica media, ramo dell'arteria mesenterica superiore e i nervi destinati al colon trasverso stesso.